# Філіп Новак (футболіст)
Філіп Новак (чеськ. Filip Novák, нар. 26 червня 1990, Пршеров) — чеський футболіст, півзахисник клубу «Аль-Джазіра» (Абу-Дабі).
Виступав, зокрема, за клуби «Злін», «Яблонець», «Мідтьюлланн» та «Трабзонспор», а також національну збірну Чехії.

## Клубна кар'єра
У дорослому футболі дебютував 2009 року виступами за команду клубу «Злін», в якій провів два сезони, взявши участь у 59 матчах чемпіонату. Більшість часу, проведеного у складі У складі, був основним гравцем команди.
Своєю грою за цю команду привернув увагу представників тренерського штабу клубу «Яблонець», до складу якого приєднався 2011 року. Відіграв за команду з Яблонця-над-Нісою наступні чотири сезони своєї ігрової кар'єри. Граючи у складі «Яблонця» також здебільшого виходив на поле в основному складі команди.
До складу клубу «Мідтьюлланд» приєднався 2015 року. Відтоді встиг відіграти за команду з Гернінга 23 матчі в національному чемпіонаті.

## Виступи за збірні
У 2009 році дебютував у складі юнацької збірної Чехії, взяв участь у 4 іграх на юнацькому рівні.
Протягом 2011–2012 років залучався до складу молодіжної збірної Чехії. На молодіжному рівні зіграв у 7 офіційних матчах, забив 1 гол.
У 2015 році дебютував в офіційних матчах у складі національної збірної Чехії. Наразі провів у формі головної команди країни 28 матчів, забив 2 голи.
| Дата       | Місто          | Господарі         | Результат | Гості             | Турнір                               | Голи | Примітки |
| ---------- | -------------- | ----------------- | --------- | ----------------- | ------------------------------------ | ---- | -------- |
| 31-3-2015  | Жиліна         | Словаччина        | 1 – 0     | Чехія             | товариський матч                     | -    | 81'      |
| 10-10-2015 | Прага          | Чехія             | 0 – 2     | Туреччина         | Відбір до ЧЄ 2016                    | -    | 61'      |
| 31-8-2016  | Млада Болеслав | Чехія             | 3 – 0     | Вірменія          | товариський матч                     | -    | 46'      |
| 4-9-2016   | Прага          | Чехія             | 0 – 0     | Північна Ірландія | Відбір до ЧС 2018                    | -    |          |
| 8-10-2016  | Гамбург        | Німеччина         | 3 – 0     | Чехія             | Відбір до ЧС 2018                    | -    |          |
| 11-11-2016 | Прага          | Чехія             | 2 – 1     | Норвегія          | Відбір до ЧС 2018                    | -    |          |
| 22-3-2017  | Усті-над-Лабою | Чехія             | 3 – 0     | Литва             | товариський матч                     | -    | 46'      |
| 26-3-2017  | Серравалле     | Сан-Марино        | 0 – 6     | Чехія             | Відбір до ЧС 2018                    | -    |          |
| 1-9-2017   | Прага          | Чехія             | 1 – 2     | Німеччина         | Відбір до ЧС 2018                    | -    |          |
| 4-9-2017   | Белфаст        | Північна Ірландія | 2 – 0     | Чехія             | Відбір до ЧС 2018                    | -    | 66'      |
| 8-10-2017  | Пльзень        | Чехія             | 5 – 0     | Сан-Марино        | Відбір до ЧС 2018                    | 1    |          |
| 8-11-2017  | Доха           | Ісландія          | 1 – 2     | Чехія             | товариський матч                     | -    |          |
| 23-3-2018  | Наньнін        | Уругвай           | 2 – 0     | Чехія             | товариський матч                     | -    |          |
| 26-3-2018  | Наньнін        | КНР               | 1 – 4     | Чехія             | товариський матч                     | -    |          |
| 1-6-2018   | Санкт-Пельтен  | Австралія         | 4 – 0     | Чехія             | товариський матч                     | -    |          |
| 13-10-2018 | Трнава         | Словаччина        | 1 – 2     | Чехія             | Ліга націй УЄФА 2018-2019 - 1-й етап | -    | 63'      |
| 16-10-2018 | Харків         | Україна           | 1 – 0     | Чехія             | Ліга націй УЄФА 2018-2019 - 1-й етап | -    |          |
| 15-11-2018 | Гданськ        | Польща            | 0 – 1     | Чехія             | товариський матч                     | -    |          |
| 19-11-2018 | Прага          | Чехія             | 1 – 0     | Словаччина        | Ліга націй УЄФА 2018-2019 - 1-й етап | -    |          |
| 22-3-2019  | Лондон         | Англія            | 5 – 0     | Чехія             | Відбір до ЧЄ 2020                    | -    |          |
| 26-3-2019  | Прага          | Чехія             | 1 – 3     | Бразилія          | товариський матч                     | -    | 46'      |
| 7-6-2019   | Прага          | Чехія             | 2 – 1     | Болгарія          | Відбір до ЧЄ 2020                    | -    |          |
| 10-6-2019  | Оломоуць       | Чехія             | 3 – 0     | Чорногорія        | Відбір до ЧЄ 2020                    | -    | 14'      |
| 7-10-2020  | Ларнака        | Кіпр              | 1 – 2     | Чехія             | товариський матч                     | -    | 61'      |
| 11-11-2020 | Лейпциг        | Німеччина         | 1 – 0     | Чехія             | товариський матч                     | -    | 46'      |
| 8-10-2021  | Прага          | Чехія             | 2 – 2     | Уельс             | Відбір до ЧС 2022                    | -    | 83'      |
| 11-11-2021 | Оломоуць       | Чехія             | 7 – 0     | Кувейт            | товариський матч                     | 1    | 46'      |
| 16-11-2021 | Прага          | Чехія             | 2 – 0     | Естонія           | Відбір до ЧС 2022                    | -    |          |
| Усього     |                | Матчів            | 28        |                   | Голів                                | 2    |          |

## Титули і досягнення
- Володар Кубка Чехії (1):

«Яблонець»: 2012-13
- Володар Суперкубка Чехії (1):

«Яблонець»: 2013